# Bart (Rüstung)
Der Bart, auch „fürfallender Bart“ oder „abschlächtiger Bart“, auch „Kinnreff“ (engl. bevor, franz. bavière, ital. barbozza, span. barbote) ist das Teil europäischer, spätmittelalterlicher und frühneuzeitlicher Helme, das Kinn und Hals des Trägers abdeckt.

## Beschreibung

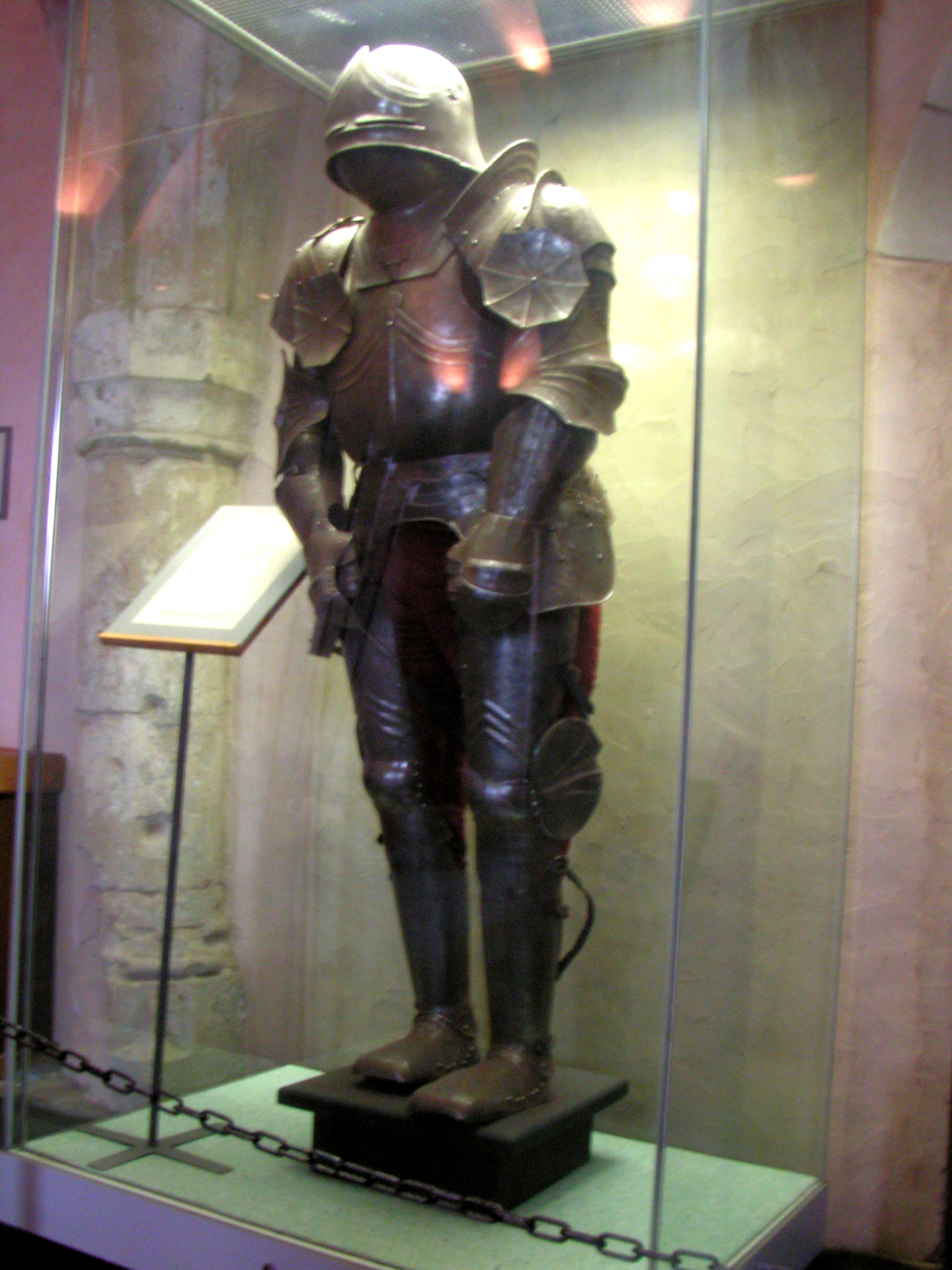
Feldharnisch mit abschlachtigem Bart

Der Bart besteht meist aus Stahl. Er wird in der Regel bei Helmen verwendet, die kein Visier besitzen (Schaller, Sturmhaube). Er wird meist mit der Hilfe von Bolzen oder Stiften an dem Brustpanzer befestigt. Das Gesicht des Trägers war so geschützt und die gute Aussicht aus dem Helm trotzdem gegeben. Diese Visierform war der Vorläufer des Absteckvisiers, das bei Bedarf mit Hilfe von arretierbaren Stiften direkt an den Helm an- oder abgebaut werden konnte. Grundsätzlich gibt es zwei Arten dieser Bärte:
- Fürfallender Bart: Dieser Bart wird an den Brustpanzer angesteckt und liegt vor dem Helm.
- Abschlächtiger Bart: nach unten abklappbar. Dieser Bart wird am Kragen des Brustpanzers befestigt und liegt innerhalb oder unterhalb des Helms.[1]